# Schwarzenberg, Vorarlberg
Schwarzenberg är en ort och kommun i distriktet Bregenz i förbundslandet Vorarlberg i Österrike. Kommunen har 1 875 invånare (2024). Schwarzenberg ligger i Bregenzerwald.

## Sport och fritid
Här har bland annat deltävlingar vid världscupen i alpin skidåkning genomförts.